# Anisodes brevipalpis
Anisodes brevipalpis är en fjärilsart som beskrevs av Paul Dognin 1913. Anisodes brevipalpis ingår i släktet Anisodes och familjen mätare. Inga underarter finns listade i Catalogue of Life.